# Santa Tell Me
"Santa Tell Me" là một bài hát của nữ ca sĩ người Hoa Kỳ Ariana Grande. Nó được viết bởi Grande, Ilya Salmanzadeh và Savan Kotecha. Bài hát được phát hành vào ngày 24 tháng 11 năm 2014, tại iTunes Store, dưới dạng đĩa đơn giáng sinh tại Mỹ và đĩa đơn thứ năm được trích từ đĩa mở rộng đầu tay của cô ấy - Christmas Kisses. Về phần nhạc, bài hát là một bản nhạc Giáng Sinh với sự phối hợp của R&B và soul.

## Xếp hạng
| Bảng xếp hạng (2014–15)                | Vị trí cao nhất |
| -------------------------------------- | --------------- |
| Australia (ARIA)                       | 80              |
| Bỉ (Ultratop 50 Flanders)              | 32              |
| Bỉ Urban (Ultratop Flanders)           | 5               |
| Bỉ (Ultratip Wallonia)                 | 22              |
| Canada (Canadian Hot 100)              | 27              |
| Cộng hòa Séc (Singles Digitál Top 100) | 12              |
| Đan Mạch (Tracklisten)                 | 21              |
| Pháp (SNEP)                            | 145             |
| India (Weekly Top 15)                  | 5               |
| Ireland (IRMA)                         | 79              |
| Nhật Bản (Japan Hot 100)               | 29              |
| Hà Lan (Dutch Top 40)                  | 28              |
| Hà Lan (Single Top 100)                | 8               |
| Na Uy (VG-lista)                       | 36              |
| Slovakia (Singles Digitál Top 100)     | 12              |
| Thụy Điển (Sverigetopplistan)          | 31              |
| UK Singles (Official Charts Company)   | 68              |
| Hoa Kỳ Billboard Hot 100               | 42              |
| Hoa Kỳ Adult Contemporary (Billboard)  | 7               |
| Hoa Kỳ Adult Pop Airplay (Billboard)   | 39              |
| US Holiday 100 (Billboard)             | 1               |
| Hoa Kỳ Pop Airplay (Billboard)         | 39              |